# Dextrometorfan
El dextrometorfan (DXM o DM) és un fàrmac antitussigen (supressor de la tos). És un dels ingredients actius de venda lliure present en molts medicaments per al refredat i la tos, incloent-hi genèrics i marques de patent, com Mucinex DM, Robitussin, NyQuil, Dimetapp, Vick, Bisolsek, Coricidin, Delsym, TheraFlu i uns altres. El dextrometorfan té múltiples mecanismes d'acció, incloent-hi accions com a inhibidor de recaptació de la serotonina no selectiu i agonista del receptor Sigma-1. També té altres usos en medicina, que van des de l'alleujament del dolor fins a les aplicacions psiquiàtriques. Es ven com a xarop, comprimit, polvoritzat i en formes romboides. En la seva forma pura, el dextrometorfan és una pols blanca.

## Ús mèdic

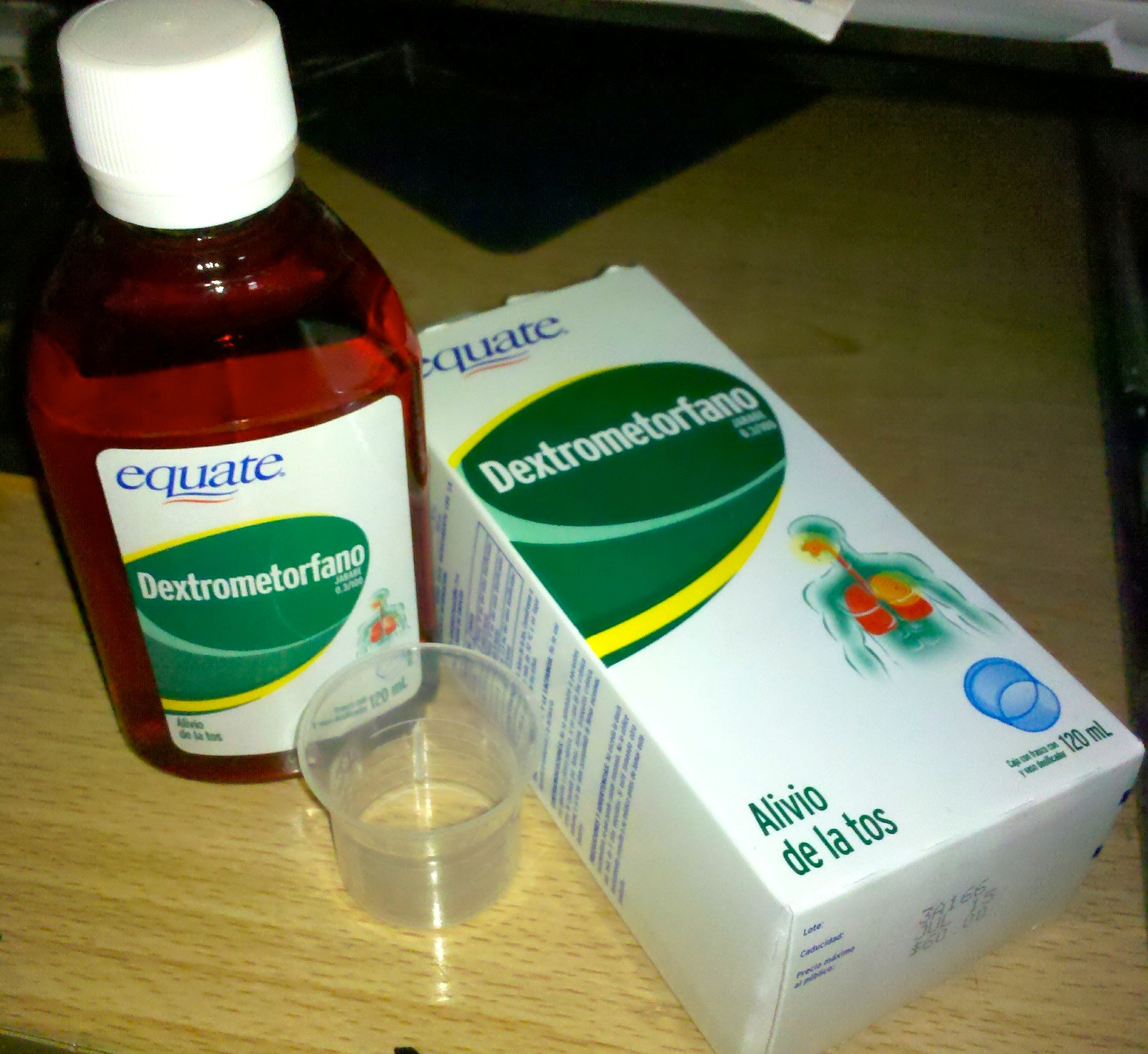
El dextrometorfan, en la seva presentació de xarop.

El principal ús del dextrometorfan és com supressor de la tos (antitussigen), per a l'alleujament temporal de la tos causada per irritació bronquial menor (com la que acompanya al refredat comú), i com la resultant d'inhalar partícules irritants. Un estudi del 2004 va mostrar que en nens, el dextrometorfan no era més efectiu que un placebo. Estudis realitzats per l'Acadèmia Americana de Pediatria van mostrar que el dextrometorfan no és superior a un placebo en l'alleujament de símptomes nocturns per als nens amb tos i dificultat per dormir a causa de les infeccions del tracte respiratori superior i inferior. 
Una combinació de dextrometorfan i quinidina, un inhibidor de la CYP2D6, ha demostrat alleujar els símptomes dels episodis sobtats de riure i plor (per afectació pseudobulbar) en pacients amb esclerosi lateral la combinació de dextrometorfan i quinidina ("Nuedexta") per al tractament de l'afectació pseudobulbar. El dextrometorfan també és investigat com un possible tractament per al dolor neuropàtic i el dolor associat amb la fibromiàlgia.

## Ús recreatiu

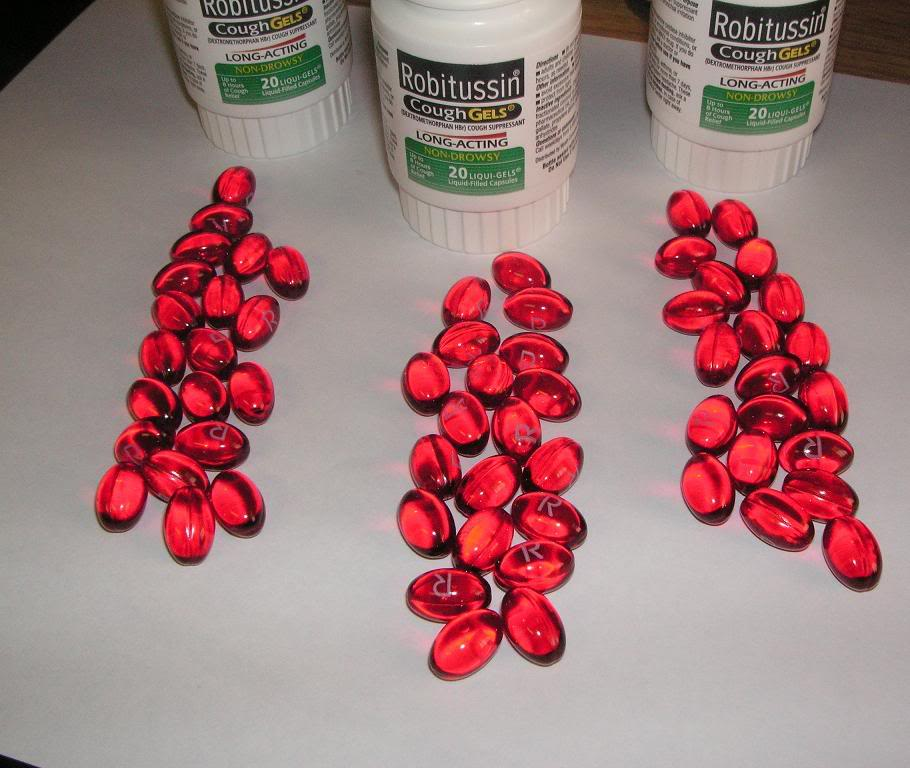
Càpsules de gel que contenen dextrometorfan.

Des de la seva introducció, han estat usades preparacions de venda lliure que contenen dextrometorfan en dosi fora de les especificades com a droga recreativa.  En dosis més altes a les recomanades mèdicament el dextrometorfan està classificat com un al·lucinogen dissociatiu, tenint certs efectes una miqueta similars a agents al·lucinògens dissociatius com la ketamina i la fenciclidina. Pot produir distorsions del camp visual, sensacions de dissociació, distorsió de la percepció corporal i emocional així com pèrdua de la noció del temps. Molts usuaris han informat d'efectes eufòrics, particularment en resposta a la música. El dextrometorfan normalment presenta efectes recreatius de manera no lineal, és a dir, que són experimentats en diverses etapes. Aquestes cinc etapes són comunament conegudes com a "nivells". 

## Efectes adversos
Els efectes secundaris del dextrometorfan inclouen:
- En dosis altes: urticària, nàusea, vertigen, mareig, al·lucinació d'ulls tancats, dificultat per respirar.
- En dosis molt altes, és a dir, de 12,5 a 75 vegades la recomanada: al·lucinacions, dissociació, vòmit, visió borrosa, ulls vermells, pupil·les dilatades, sudoració, febre, hipertensió, respiració superficial, diarrea, retenció urinària, espasmes musculars, sedació.

El dextrometorfan també pot causar malestars gastrointestinals. També és conegut a causar lesions d'Olney quan és administrat de manera intravenosa, encara que això ha estat qüestionat per la falta de proves en humans, ja que van ser provats en rates administrant-los 50 mg cada dia durant un mes. S'han observat canvis neurotòxics incloent vacuolització, en les escorces cinglades posterior i retrosplenial en rates a les quals es va administrar altres antagonistes de NMDA com el PCP, però no amb dextrometorfan. En molts casos documentats el dextrometorfan ha produït dependència psicològica en persones que l'han usat de manera recreativa; de qualsevol manera no produeix addicció física, segons el comitè de dependències dels medicaments de l'Organització Mundial de la Salut

### Contraindicacions
Com que el dextrometorfan pot activar l'alliberament d'histamina (reacció al·lèrgica), en els nens que són susceptibles a reaccions al·lèrgiques haurà de ser administrat només si és absolutament necessari i amb l'estricta supervisió d'un professional.

### Interaccions amb altres medicaments
El dextrometorfan no es pot prendre si s'està sota tractament amb inhibidors de la monoamina oxidasa, per la possible aparició de la síndrome serotoninèrgica, el qual és potencialment perillós i pot succeir ràpidament per una excessiva acumulació de serotonina en el cos. El dextrometorfan també pot causar la síndrome serotoninèrgica quan és usat amb medicaments ISRS, però una recerca ha mostrat que aquesta interacció només es produeix si és pren a dosis recreatives i no a dosis terapèutiques.
Hi ha usuaris que informen d'haver fet servir levomepromazina com a potenciador dels efectes del dextrometorfan, quan s'usa de manera recreativa; no s'han fet molts estudis sobre si el fet d'usar aquesta combinació de medicaments pot augmentar els efectes adversos.

### Interaccions amb aliments
S'ha de tenir certa cura quan es consumeixi dextrometorfan amb aranja o suc d'aranja, perquè aquesta fruita interacciona amb diferents medicaments com el dextrometorfan, per la inhibició del sistema citocrom p450 en el fetge i causar acumulació excessiva, a més d'efectes més perllongats. Es recomana generalment evitar el consum d'aranja quan es prengui dextrometorfan i altres medicaments.

### Proves de laboratori
Les proves de laboratori d'aquest medicament es poden fer per sang o orina. Per sang pot ser per sèrum o plasma; en sèrum, preferentment, 2 mil·lilitres, en orina (mínim 2 mil·lilitres).

## Química
El dextrometorfan és l'enantiòmer dextrorotatori del levometorfà, que és un metil del levorfanol; tots dos són analgèsics opioides.
Obté el seu nom segons la IUPAC com a 3-metoxi-17-metil-(9α,13α,14α)-morfinà. En el seu estat pur el dextrometorfan és inodor, blanc groguenc en una pols cristal·lina. És soluble en cloroform i insoluble en aigua. El dextrometorfan es troba disponible com una sal de bromhidrat, encara que noves fórmules d'alliberament perllongat contenen dextrometorfan unit a una resina d'intercanvi d'ions com sulfonat de poliestirè de sodi.
La rotació específica en aigua és de +27,6°.